# 王新伟
王新伟（1967年8月—），男，汉族，河南宝丰人，中华人民共和国政治人物。浙江大学电机系毕业，研究生学历，工学硕士学位。现任中共辽宁省委副书记，辽宁省人民政府省长、党组书记，系中共第二十届中央候补委员。

## 生平

### 早年及河南省
王新伟本科毕业于浙江大学电机系电机专业、硕士研究生毕业于浙江大学电机工程学系理论电工专业，于1985年10月加入中国共产党，1991年9月参加工作。
1991年9月起，历任平顶山市税务局干部、计算机中心主任，平顶山市国税局信息中心主任，市委组织部知工办副主任、市干部考试中心主任等职务。
2000年2月，任中共平顶山市湛河区委常委、副区长。
2002年10月，任中共平顶山市新华区委副书记、区长。
2006年2月，任中共平顶山市舞钢市委副书记、市长。
2008年11月，任河南省水利厅副厅长。
2014年2月，任中共安阳市委常委、副市长。
2015年12月，任中共安阳市委副书记，安阳市人民政府代市长。
2016年2月，当选为安阳市人民政府市长。
2018年2月，当选为第十三届全国人大代表。
2018年9月，任中共郑州市委副书记，郑州市人民政府市长。
2020年3月，任河南省人民政府副省长（至2021年4月），继续兼任郑州市人民政府市长（至2020年12月）。

### 辽宁省
2021年1月，调任辽宁省，任中共沈阳市委副书记，沈阳市人民政府代市长。2月，当选沈阳市人民政府市长。
2021年10月，任中共辽宁省委常委、沈阳市委书记。
2024年3月，升任中共辽宁省委副书记。
2025年3月，任辽宁省人民政府副省长、代理省长、党组书记，同月正式当选为辽宁省人民政府省长。